# Letnia Uniwersjada 1975
8. Letnia Uniwersjada – międzynarodowe zawody sportowców – studentów, które odbyły się w Rzymie. Impreza została zorganizowana między 18 a 21 sierpnia 1975 roku. W uniwersjadzie wzięło udział 468 zawodników z 38 krajów. Pierwotnie planowano rozegranie zawodów w Belgradzie jednak w związku z kłopotami finansowymi impreza została odwołana i przeniesiona do Włoch. Sportowcy rywalizowali w związku z tym tylko w jednej dyscyplinie – lekkiej atletyce. Areną zmagań był Stadion Olimpijski.

## Dyscypliny

### Sporty obowiązkowe
| - Lekkoatletyka |
|                 |

## Polskie medale
Reprezentanci Polski zdobyli w sumie 11 medali. Wynik ten dał polskiej drużynie 2. miejsce w klasyfikacji medalowej.

### Złoto
- Jerzy Pietrzyk – lekkoatletyka, bieg na 400 metrów, 46,26
- Waldemar Gondek – lekkoatletyka, bieg na 800 metrów, 1:50,04
- Bronisław Malinowski – lekkoatletyka, bieg na 3000 metrów z przeszkodami, 8:22,32
- Grzegorz Cybulski – lekkoatletyka, skok w dal, 8,27
- Michał Joachimowski – lekkoatletyka, trójskok, 16,54
- Sztafeta 4 × 400 metrów mężczyzn (Waldemar Szlendak, Jerzy Hewelt, Waldemar Gondek, Jerzy Pietrzyk), 3:09,13
- Grażyna Rabsztyn – lekkoatletyka, bieg na 100 metrów przez płotki, 13,14

### Srebro
- Jerzy Hewelt – lekkoatletyka, bieg na 400 metrów przez płotki, 50,85
- Teresa Nowak – lekkoatletyka, bieg na 100 metrów przez płotki, 13,14
- Sztafeta 4 × 100 metrów kobiet (Ewa Długołęcka, Aniela Szubert, Barbara Bakulin, Grażyna Rabsztyn) 44,87

### Brąz
- Kazimierz Maranda – lekkoatletyka, bieg na 3000 metrów z przeszkodami, 8:29.23